# Christian De Sica
Christian De Sica (Roma, 5 gennaio 1951) è un attore, comico, cantante, showman, regista, sceneggiatore e conduttore televisivo italiano.
Figlio del regista e attore Vittorio De Sica e dell'attrice spagnola María Mercader, è attivo sul piccolo e grande schermo fin dagli anni settanta. Nei decenni successivi raggiunge la popolarità grazie alla partecipazione a numerose commedie di successo, in particolare i cosiddetti cinepanettoni, nei quali ha formato un'affiatata coppia comica con l'attore milanese Massimo Boldi dal 1985 al 2005, riprendendola in seguito nel 2018.

## Biografia
Figlio d'arte, il fratello maggiore era Manuel De Sica, apprezzato compositore di colonne sonore. Aveva una sorellastra, Emi (1938-2021), nata dal precedente matrimonio di suo padre Vittorio con l'attrice Giuditta Rissone.

### Carriera

#### Gli esordi e gli anni settanta

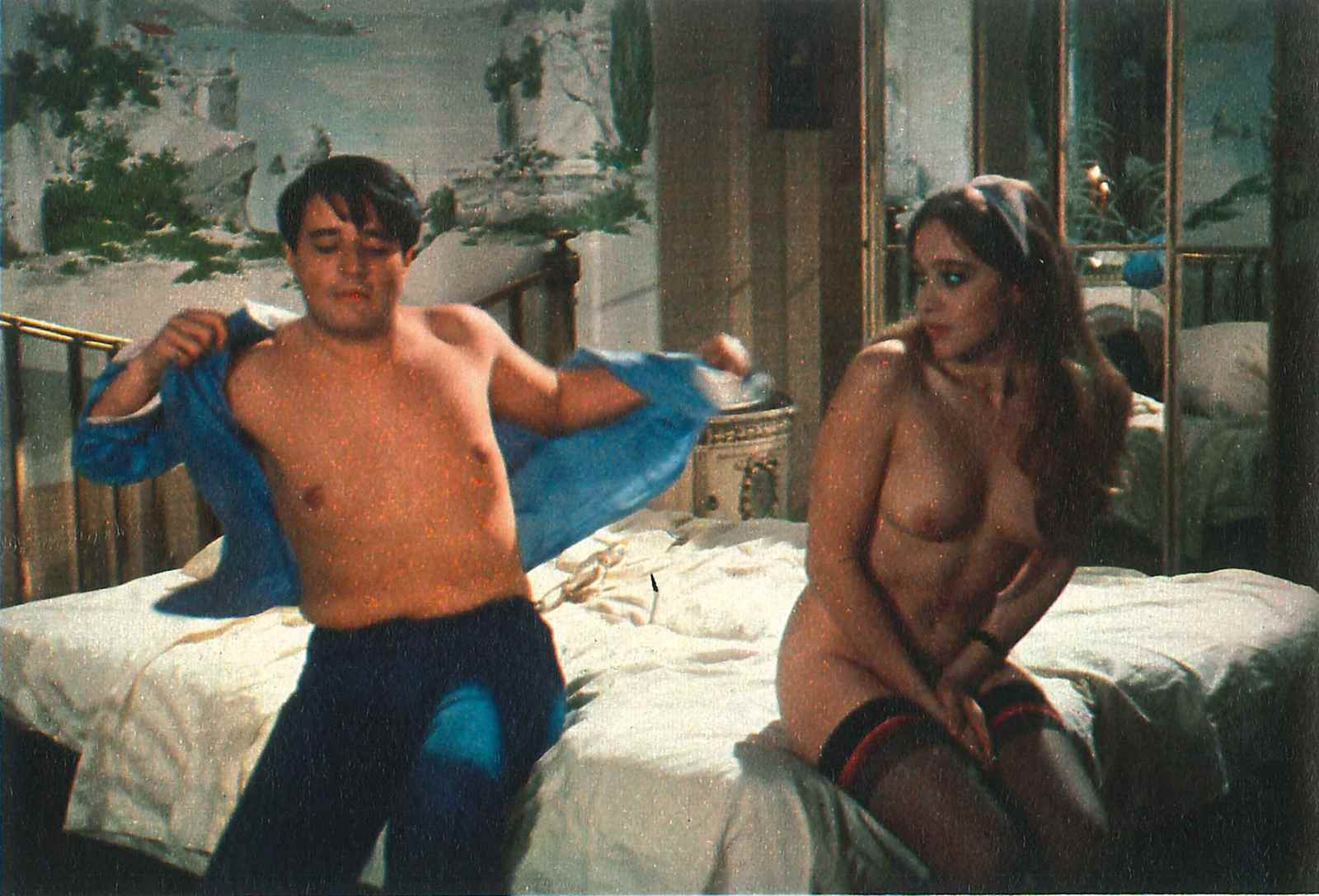
Christian De Sica ed Eleonora Giorgi in Conviene far bene l'amore (1975) di Pasquale Festa Campanile

Finito il liceo classico Torquato Tasso (dov'era compagno di banco di Carlo Verdone, bocciato in quinta ginnasio), andò in Venezuela a lavorare in un albergo e proprio lì ha mosso i primi passi da artista. Nel 1970 si iscrisse alla facoltà di Lettere dell'Università degli Studi di Roma "La Sapienza", senza però terminare gli studi. Inizialmente attratto dalla musica, nel 1972 entrò come cantante nel gruppo "La pattuglia azzurra", di cui faceva già parte Massimo Boldi. L'anno seguente partecipò al Festival di Sanremo cantando Mondo mio, ma i risultati non soddisfacenti lo convinsero a seguire le orme paterne e a dedicarsi al cinema.
Grazie anche all'aiuto del padre (che gli affidò una particina, anche se non accreditata, nel suo Una breve vacanza, del 1973), dopo il debutto con Paulina 1880, del 1972, diretto da Jean-Louis Bertuccelli, mosse i primi passi nel mondo del cinema con registi, come Aldo Lado (La cugina, 1974), Pasquale Festa Campanile (Conviene far bene l'amore, 1975) e Pupi Avati (Bordella, 1976). Nello stesso anno interpretò il suo primo ruolo da protagonista, offertogli da Duccio Tessari nel suo film La madama. Seguirono poi, nel 1979, Liquirizia di Salvatore Samperi e Il malato immaginario di Tonino Cervi.
Contemporaneamente alla carriera cinematografica, Christian De Sica sviluppò il ruolo d'intrattenitore televisivo in alcuni varietà della Rai, come Alle 7 della sera (1974), La compagnia stabile della canzone con variété e comica finale (1975), Bambole, non c'è una lira (1978) e Due come noi (1979). Sempre sul piccolo schermo partecipò alle miniserie Blaise Pascal (1972) di Roberto Rossellini e Paris-Vichy (1979) di Anne Revel.

#### Anni ottanta: la consacrazione e la fama

Carlo Verdone e Christian De Sica in Borotalco (1982) di Carlo Verdone

Dopo aver collaborato con Sergio Corbucci in Mi faccio la barca (1980), con Giorgio Capitani in Teste di quoio (1981), con Carlo Vanzina in Viuuulentemente mia (1982) e con Carlo Verdone in Borotalco (1982), De Sica fu protagonista con Jerry Calà e Marina Suma in Sapore di mare, diretto da Carlo Vanzina (1983): il successo al botteghino è notevole. Nello stesso anno De Sica torna al fianco di Calà e del giovane Claudio Amendola in Vacanze di Natale, primo cinepanettone da lui interpretato, sempre diretto da Vanzina e prodotto da Luigi e Aurelio De Laurentiis.
Da allora Christian De Sica è diventato la figura simbolo dei cosiddetti cinepanettoni e film di tema simile, che sono di solito in uscita a ridosso del periodo natalizio. Dopo essere tornato a lavorare con Vanzina in Vacanze in America (1984), ha interpretato alcune delle commedie di maggior successo degli anni ottanta: I pompieri, diretto da Neri Parenti (1985), Missione eroica - I pompieri 2 di Giorgio Capitani (1987), Yuppies - I giovani di successo di Vanzina (1986), Yuppies 2 di Enrico Oldoini (1986).

Christian De Sica e Massimo Boldi sul set di Yuppies - I giovani di successo (1986) di Carlo Vanzina, dove nacque quella coppia comica che in seguito, tra gli anni 1990 e 2000, porterà al successo la serie dei cinepanettoni

Neri Parenti, firmato un contratto con la Filmauro, lo ingaggiò assieme a Massimo Boldi, formando così la coppia simbolo delle commedie natalizie sopra citate. Altre interpretazioni di rilievo della seconda metà degli anni ottanta sono, Grandi magazzini (sempre del 1986) di Castellano e Pipolo, Compagni di scuola (1988), che lo vide collaborare nuovamente con Carlo Verdone, Night Club (1989), di nuovo con Sergio Corbucci (al suo ultimo film) e Fratelli d'Italia (1989), che segnò l'inizio della collaborazione con Neri Parenti.
Nonostante la grande notorietà al cinema, De Sica continuò a lavorare in televisione sia nelle vesti di attore (nelle miniserie Cinquant'anni d'amore e Flipper) che in quelle di intrattenitore (importante la collaborazione con Antonello Falqui in Studio '80, Come Alice e Cinema che follia!).

#### Anni novanta: il successo dei cinepanettoni
Negli anni Novanta riprende la serie dei cinepanettoni con Vacanze di Natale '90 (1990) e Vacanze di Natale '91 (1991), entrambi diretti da Enrico Oldoini: le due pellicole ottengono un ottimo riscontro al botteghino italiano e la coppia Boldi-De Sica continua a collaborare attivamente sul grande schermo in commedie celebri come Anni 90 (1992) e Anni 90 - Parte II (1993), ancora di Oldoini; S.P.Q.R. - 2000 e ½ anni fa (1994), A spasso nel tempo (1996), A spasso nel tempo - L'avventura continua (1997) e Vacanze di Natale 2000 (1999) di Vanzina; Paparazzi (1998), Tifosi (1999) e Body Guards - Guardie del corpo (2000) di Neri Parenti, distribuite sempre con eccellenti risultati al botteghino.
Nel 1990 Christian De Sica esordisce anche come regista con Faccione: grazie a questo film, ottiene la candidatura al David di Donatello come miglior regista esordiente. Nel 1991 dirige e interpreta Il conte Max, omaggio al cinema del padre e di Mario Camerini, da lui interpretato con Ornella Muti, Anita Ekberg e la madre María Mercader. De Sica prosegue come regista di sé stesso in Ricky & Barabba (1992), Uomini uomini uomini (1995), 3 (1996), Simpatici & antipatici (1998) e The Clan (2005).

#### Anni 2000 e 2010: gli altri successi e la rottura con Boldi

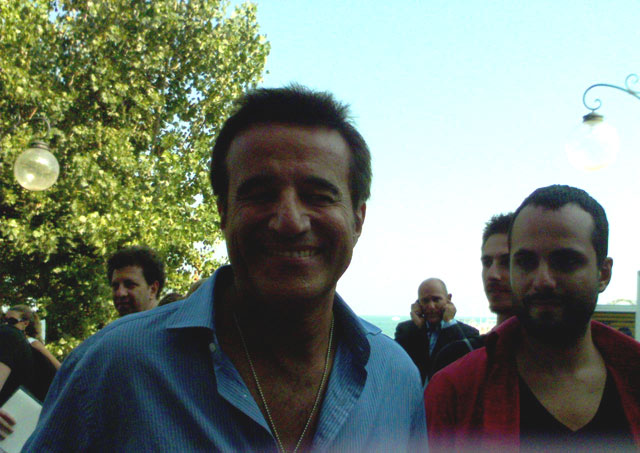
Christian De Sica nel 2006

Nel 2001 la coppia Boldi-De Sica iniziò a girare, con Neri Parenti, solo cinepanettoni dal titolo caratterizzato dall'espressione "Natale a...": pellicole natalizie come Merry Christmas (2001), Natale sul Nilo (2002), Natale in India (2003), Christmas in Love (2004) e Natale a Miami (2005), che diventano i maggiori successi dal punto di vista finanziario della commedia italiana. A questi lavori, insieme ad alcuni precedenti, hanno preso parte alcuni dei volti principali della comicità italiana contemporanea, come Biagio Izzo, Enzo Salvi, Paolo Conticini, Sabrina Ferilli, Massimo Ghini e i Fichi d'India.
Nel 2002, dopo venti anni di assenza, De Sica torna sul piccolo schermo come protagonista della nuova fiction Lo zio d'America, insieme a Lorella Cuccarini, Eleonora Giorgi ed Ornella Muti; il successo della serie televisiva porta alla realizzazione di una seconda stagione nel 2006. Nel 2004 fu protagonista inoltre della miniserie Attenti a quei tre, assieme al giovane figlio Brando e sempre a Paolo Conticini.
Dopo la separazione artistica da Massimo Boldi, nel 2006 torna nelle sale con un nuovo cinepanettone diretto da Neri Parenti: Natale a New York. A completare il cast ci sono Claudio Bisio, Alessandro Siani, Fabio De Luigi e i ritrovati Sabrina Ferilli e Massimo Ghini. Il film è un successo strepitoso al botteghino e De Sica torna l'anno successivo diretto dallo stesso regista in Natale in crociera, insieme a Michelle Hunziker, a Siani e De Luigi. Nel 2008 esce Natale a Rio, con alcuni degli attori su citati tra cui Ghini, De Luigi, la Hunziker e, dopo cinque anni di assenza dalla saga cinepanettoniana, anche Paolo Conticini.

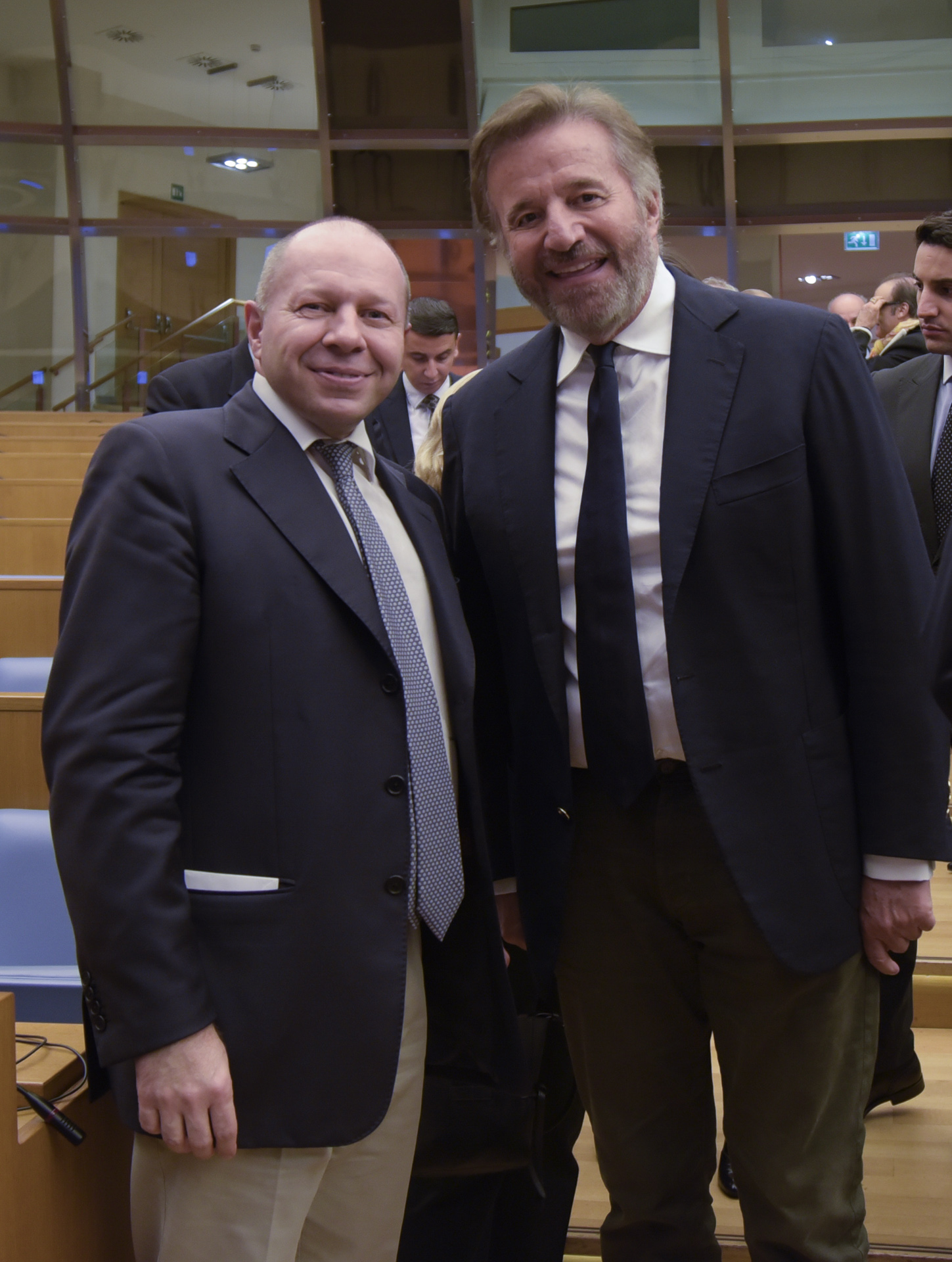
Christian De Sica, con Corrado Maria Daclon, alla Camera dei deputati nel 2016

Oltre a ruoli comici, De Sica ha anche sostenuto ruoli drammatici, come ne Il figlio più piccolo (2010) di Pupi Avati, in cui recita insieme a Luca Zingaretti e Laura Morante. Per quest'interpretazione vince un Nastro d'argento come miglior attore protagonista. Nello stesso anno interpreta il ruolo di un ispettore di polizia nel film The Tourist, diretto da Florian Henckel von Donnersmarck con protagonisti Johnny Depp e Angelina Jolie; il parallelismo fra The Tourist e i cinepanettoni tipici di De Sica viene fatto notare dal sito italiano di MYmovies.it.
Intanto De Sica continua ad apparire in numerosi altri cinepanettoni diretti da Neri Parenti, tutti sempre molto fortunati al botteghino, tra cui nel 2009 Natale a Beverly Hills e nel 2010 Natale in Sudafrica. Oltre nuovamente Ghini (ad entrambi) e la Ferilli, la Hunziker e Conticini solo al primo, a questi cinepanettoni prendono parte anche star emergenti come Alessandro Gassmann e Gianmarco Tognazzi nel primo, mentre Belén Rodríguez, Giorgio Panariello, Max Tortora e Barbara Tabita al secondo. Il filone del cinepanettone continua nel 2011 con Vacanze di Natale a Cortina, cui De Sica partecipa con attori quali Ricky Memphis, Dario Bandiera e nuovamente la Ferilli, che questa volta interpreta sua moglie (e non più la sua ex o la sua amante). Nei successivi due anni tali film vengono sostituiti da commedie classiche ad episodi in cui De Sica fa coppia con Lillo & Greg, Arisa, Luca e Paolo e dopo parecchi anni Francesco Mandelli: diretti ancora da Neri Parenti, i film sono rispettivamente Colpi di fulmine (2012) e Colpi di fortuna (2013). Sempre tra il 2012 e il 2014 De Sica torna in televisione in qualità di giurato del programma di Rai 1 Tale e quale show, condotto da Carlo Conti; sempre nel 2014 decide di non partecipare al classico film di Natale a episodi, e così il ruolo di protagonisti passa a Lillo & Greg con la pellicola Un Natale stupefacente di Volfango De Biasi.
Nel 2015 tuttavia De Sica, di nuovo in coppia con Ghini, torna al cinema con il cinepanettone Vacanze ai Caraibi, per la regia di Neri Parenti. Dal 28 settembre al 24 ottobre dello stesso anno inoltre conduce Striscia la notizia su Canale 5, al fianco di Michelle Hunziker.
Nel 2016, sempre a fianco di Michelle Hunziker, conduce Zelig, programma comico giunto alla sua ultima edizione prima della ripresa nel 2021. Il 15 dicembre 2016, esce nelle sale cinematografiche Poveri ma ricchi, sorta di cinepanettone che riscuoterà un discreto successo al botteghino.
Nel 2017 torna nella giuria del programma Tale e quale show su Rai 1. Il 24 novembre esce il suo album di Natale, Merry Christian. Il 14 dicembre esce nelle sale cinematografiche Poveri ma ricchissimi, cinepanettone che è il seguito del film dell'anno precedente, Poveri ma ricchi.

#### 2018-2023: il ritorno sul grande schermo con Boldi e altre attività
Nel 2018, dopo 13 anni di separazione, Christian De Sica torna assieme a Massimo Boldi con un nuovo film dal titolo Amici come prima. Come per il film con Boldi, anche per Sono solo fantasmi, in uscita nel novembre 2019, la regia è di Christian e del figlio Brando. Dal 20 febbraio 2020 è al cinema con La mia banda suona il pop, film promosso anche al Festival di Sanremo. Il 13 dicembre dello stesso anno esce il nuovo film con Boldi, intitolato In vacanza su Marte, girato con la tecnologia Stagecraft, utilizzata prima d'ora soltanto da Disney+ per The Mandalorian; per l'occasione, dopo 15 anni, tornano a lavorare insieme Boldi, De Sica e il regista Neri Parenti, ma a causa della pandemia di COVID-19 il film è stato distribuito solo sulle varie piattaforme streaming oltreché su Sky Cinema.
Il 3 aprile 2021 va in onda in prima serata su Rai 1 Una serata tra amici, una serata tributo condotta da Pino Strabioli, durante la quale, oltre a raccontare numerosi aneddoti anche insieme al cognato Carlo Verdone, si esibisce con diverse canzoni duettando con la figlia Maria Rosa. Venti giorni dopo insieme a Massimo Boldi e Nancy Brilli forma la squadra dei cinepanettoni nel game-show di Rai 1 Top Dieci. Il 10 giugno torna al cinema con Comedians, il nuovo film del regista Gabriele Salvatores. In estate parte anche il tour teatrale che riprende lo spettacolo Una serata tra amici. Il 16 dicembre esce al cinema Chi ha incastrato Babbo Natale?, film di Alessandro Siani in cui interpreta appunto Babbo Natale.
Nel marzo del 2022 compare nel videoclip di Tutte le notti, nuovo singolo di Tommaso Paradiso e in …altrimenti ci arrabbiamo!, film omaggio all’omonimo film del 1974, diretto dai YouNuts!. Partecipa successivamente a Natale a tutti i costi!, con Angela Finocchiaro, uscito solo su piattaforme streaming.
Nel 2023 viene presentato alla Festa del Cinema di Roma il film I limoni d'inverno, regia di Caterina Carone, dove Christian recita per la seconda volta in un ruolo drammatico, dopo l’interpretazione ne Il figlio più piccolo di Pupi Avati. Interpreta poi sé stesso nella seconda stagione della serie di Paramount Vita da Carlo, affiancando il cognato Carlo Verdone. Dal 21 dicembre è su Prime Video con la serie comedy di sei episodi, Gigolò per caso.
Il 17 febbraio 2024, a San Marino, Christian è stato insignito, dal segretario di Stato per l'istruzione e la cultura, Andrea Belluzzi, dell'onorificenza di Sant'Agata con il grado di "commendatore", per il suo impegno ne I limoni d'inverno. Nello stesso anno partecipa al film Un altro ferragosto, diretto da Paolo Virzì.
Alla settantesima edizione del Taormina Film Fest, al Teatro antico di Taormina, il 12 luglio 2024, Christian è stato premiato, con un Nastro d'argento speciale, insieme al cognato Carlo Verdone.
Il 6 settembre 2024, De Sica, viene premiato nel corso di un evento a Venezia, organizzato dal Nuovo Imaie, con un premio alla carriera, durante una serata parallela all'81ª Mostra internazionale d'arte cinematografica di Venezia; con lui premiati anche Nancy Brilli e Michele Placido. Prende poi parte alla terza stagione di Dinner Club, show di Carlo Cracco in quattro episodi su Prime Video. Chiude il 2024 nelle sale, nel periodo natalizio, con il film Cortina Express, per la regia di Eros Puglielli.
Il 28 luglio 2025, De Sica riceve ad Alassio il premio Alassio Cinema.

## Vita privata
Precedentemente fidanzato con l'attrice Isabella Rossellini, dal 1980 è sposato con Silvia Verdone, che conobbe quando era compagno di classe del fratello di lei Carlo, nonostante iniziali resistenze di quest'ultimo.
Dal matrimonio di Christian De Sica e Silvia Verdone sono nati due figli: Brando (regista) e Maria Rosa (1987, costumista). Il 15 febbraio 2023 è diventato nonno di Bianca, figlia di Maria Rosa.
La madre era cugina di Ramón Mercader ed è lo zio del regista Andrea De Sica, figlio di Manuel e di Tilde Corsi.
È stato nominato cittadino onorario dell'isola di Capri.
Durante i festeggiamenti per il capodanno del 2000 a Cortina d'Ampezzo, Christian fu vittima dello scoppio di un petardo ed in seguito a tale incidente riportò un distacco della retina, subendo nove interventi chirurgici e rischiando di perdere l'occhio.
L’attore ha più volte specificato di non essere un vero appassionato e di seguire il calcio in modo abbastanza distaccato; aggiungendo di simpatizzare per il Napoli per via della fede calcistica del padre e dell'amicizia che lo lega ad Aurelio De Laurentiis.

## Filmografia

### Attore

#### Cinema
- Paulina 1880, regia di Jean-Louis Bertuccelli (1972)
- Una breve vacanza, regia di Vittorio De Sica (1973)
- La cugina, regia di Aldo Lado (1974)
- Conviene far bene l'amore, regia di Pasquale Festa Campanile (1975)
- La madama, regia di Duccio Tessari (1976)
- Bordella, regia di Pupi Avati (1976)
- Giovannino, regia di Paolo Nuzzi (1976)
- Un amore perfetto o quasi (An Almost Perfect Affair), regia di Michael Ritchie (1979)
- Liquirizia, regia di Salvatore Samperi (1979)
- Il malato immaginario, regia di Tonino Cervi (1979)
- Un amore in prima classe, regia di Salvatore Samperi (1980)
- Mi faccio la barca, regia di Sergio Corbucci (1980)
- Casta e pura, regia di Salvatore Samperi (1981)
- Teste di quoio, regia di Giorgio Capitani (1981)
- Borotalco, regia di Carlo Verdone (1982)
- Grog, regia di Francesco Laudadio (1982)
- Viuuulentemente mia, regia di Carlo Vanzina (1982)
- Sapore di mare, regia di Carlo Vanzina (1983)
- Acqua e sapone, regia di Carlo Verdone (1983)
- Vacanze di Natale, regia di Carlo Vanzina (1983)
- Vacanze in America, regia di Carlo Vanzina (1984)
- Mi faccia causa, regia di Steno (1984)
- I pompieri, regia di Neri Parenti (1985)
- Yuppies - I giovani di successo, regia di Carlo Vanzina (1986)
- Asilo di polizia (Detective School Dropouts), regia di Filippo Ottoni (1986)
- Grandi magazzini, regia di Castellano e Pipolo (1986)
- Yuppies 2, regia di Enrico Oldoini (1986)
- Bellifreschi, regia di Enrico Oldoini (1987)
- Montecarlo Gran Casinò, regia di Carlo Vanzina (1987)
- Missione eroica - I pompieri 2, regia di Giorgio Capitani (1987)
- Compagni di scuola, regia di Carlo Verdone (1988)
- Night Club, regia di Sergio Corbucci (1989)
- Fratelli d'Italia, regia di Neri Parenti (1989)
- Vacanze di Natale '90, regia di Enrico Oldoini (1990)
- Il conte Max, regia di Christian De Sica (1991)
- Vacanze di Natale '91, regia di Enrico Oldoini (1991)
- Anni 90, regia di Enrico Oldoini (1992)
- Ricky & Barabba, regia di Christian De Sica (1992)
- Anni 90 - Parte II, regia di Enrico Oldoini (1993)
- S.P.Q.R. - 2000 e ½ anni fa, regia di Carlo Vanzina (1994)
- Uomini uomini uomini, regia di Christian De Sica (1995)
- Vacanze di Natale '95, regia di Neri Parenti (1995)
- 3, regia di Christian De Sica (1996)
- A spasso nel tempo, regia di Carlo Vanzina (1996)
- A spasso nel tempo - L'avventura continua, regia di Carlo Vanzina (1997)
- Simpatici & antipatici, regia di Christian De Sica (1998)
- Paparazzi, regia di Neri Parenti (1998)
- Tifosi, regia di Neri Parenti (1999)
- Vacanze di Natale 2000, regia di Carlo Vanzina (1999)
- Body Guards - Guardie del corpo, regia di Neri Parenti (2000)
- Merry Christmas, regia di Neri Parenti (2001)
- Natale sul Nilo, regia di Neri Parenti (2002)
- Natale in India, regia di Neri Parenti (2003)
- Christmas in Love, regia di Neri Parenti (2004)
- The Clan, regia di Christian De Sica (2005)
- Natale a Miami, regia di Neri Parenti (2005)
- Natale a New York, regia di Neri Parenti (2006)
- Natale in crociera, regia di Neri Parenti (2007)
- Parlami di me, regia di Brando De Sica (2008)
- Natale a Rio, regia di Neri Parenti (2008)
- L'età dell'oro, regia di Antonello Grimaldi (2008)
- Natale a Beverly Hills, regia di Neri Parenti (2009)
- Il figlio più piccolo, regia di Pupi Avati (2010)
- The Tourist, regia di Florian Henckel von Donnersmarck (2010)
- Natale in Sudafrica, regia di Neri Parenti (2010)
- Amici miei - Come tutto ebbe inizio, regia di Neri Parenti (2011)
- Vacanze di Natale a Cortina, regia di Neri Parenti (2011)
- Buona giornata, regia di Carlo Vanzina (2012)
- Colpi di fulmine, regia di Neri Parenti (2012)
- Il principe abusivo, regia di Alessandro Siani (2013)
- Colpi di fortuna, regia di Neri Parenti (2013)
- Alberto il grande, regia di Carlo Verdone e Luca Verdone – docufilm (2013) - se stesso
- La scuola più bella del mondo, regia di Luca Miniero (2014)
- Vacanze ai Caraibi, regia di Neri Parenti (2015)
- Fräulein - Una fiaba d'inverno, regia di Caterina Carone (2016)
- Poveri ma ricchi, regia di Fausto Brizzi (2016)
- Poveri ma ricchissimi, regia di Fausto Brizzi (2017)
- Amici come prima, regia di Christian De Sica e Brando De Sica (2018)
- Sono solo fantasmi, regia di Christian De Sica e Brando De Sica (2019)
- La mia banda suona il pop, regia di Fausto Brizzi (2020)
- Comedians, regia di Gabriele Salvatores (2021)
- Chi ha incastrato Babbo Natale?, regia di Alessandro Siani (2021)
- ...altrimenti ci arrabbiamo!, regia degli YouNuts! (2022)
- Natale a tutti i costi, regia di Giovanni Bognetti (2022)
- I limoni d'inverno, regia di Caterina Carone (2023)
- Un altro ferragosto, regia di Paolo Virzì (2024)
- Ricchi a tutti i costi, regia di Giovanni Bognetti (2024)
- Cortina Express, regia di Eros Puglielli (2024)

#### Televisione
- Blaise Pascal, regia di Roberto Rossellini – miniserie TV (1972)
- Mónica de Medianoche – serie TV, 1 episodio (1973)
- Paris-Vichy, regia di Anne Revel – film TV (1979)
- La Medea di Porta Medina, regia di Piero Schivazappa – miniserie TV (1981)
- Cinquant'anni d'amore, regia di Vito Molinari – miniserie TV (1982)
- Flipper, regia di Andrea Barzini – film TV (1983)
- Lo zio d'America – serie TV, 12 episodi (2002-2006)
- Attenti a quei tre, regia di Rossella Izzo – miniserie TV (2004)
- Un matrimonio, regia di Pupi Avati – miniserie TV (2013)
- Mozart in the Jungle – serie TV, 5 episodi (2016)
- In vacanza su Marte, regia di Neri Parenti – film TV (2020)
- Vita da Carlo – serie TV, episodio 2x02 (2023)
- Gigolò per caso – serie TV, 6 episodi (2023)

### Regista
- Faccione (1991)
- Il conte Max (1991)
- Ricky & Barabba (1992)
- Uomini uomini uomini (1995)
- 3 (1996)
- Simpatici & antipatici (1998)
- The Clan (2005)
- Amici come prima (2018)
- Sono solo fantasmi (2019)

### Doppiatore
- Rocky Bulboa in Galline in fuga
- Ortone in Ortone e il mondo dei Chi
- Capitan Pirata in Pirati! Briganti da strapazzo

## Teatro
- Un americano a Parigi - Tributo a George Gershwin, regia di Franco Miseria, musiche di George Gershwin, con Monica Scattini, Paolo Conticini, Manuel Frattini – musical (1999-2001)[30]
- Parlami di me, regia di Marco Mattolini, con Paolo Conticini (2006-2008)
- Cinecittà, regia di Giampiero Solari (2014-2015)
- Il principe abusivo di e regia teatrale di Alessandro Siani (2015-2017) – anche interprete
- Christian racconta Christian De Sica (2019-2020)
- Una serata tra amici, regia di Christian De Sica, con Pino Strabioli (2021-2022)

## Programmi televisivi
- Alle 7 della sera (Secondo Programma, 1974-1975)
- La compagnia stabile della canzone con variété e comica finale (Programma Nazionale, 1975)
- Bambole, non c'è una lira (Rete 1, 1977)
- Due come noi (Rete 1, 1979)
- Studio '80 (Rete 1, 1980)
- Sotto le stelle (Rete 1, 1982)
- Come Alice (Rete 1, 1982)
- Lo stellone (Rete 4, 1983)
- Cinema che follia! (Rai 2, 1988)
- Belli freschi (Canale 5, 1993)
- Risate di cuore (Canale 5, 1995)
- Donna sotto le stelle (Canale 5, 2002)
- Tale e quale show (Rai 1, 2012-2014, 2017) – giudice
- Tale e quale show - Il torneo (Rai 1, 2012-2014, 2017) – giudice
- Tale e quale show - Duetti (Rai 1, 2013) – giudice
- Striscia la notizia (Canale 5, 2015)
- Zelig Event (Canale 5, 2016)
- Miss Italia (LA7, 2017) – giudice
- 60 Zecchini (Rai 1, 2017) – giudice
- Amici di Maria De Filippi (Canale 5, 2020) – giudice[31]
- Top Dieci (Rai 1, 2020-2021) – concorrente
- Christian De Sica - Una serata tra amici (Rai 1, 2021)
- Affari tuoi - Formato famiglia (Rai 1, 2022) – concorrente
- Il cantante mascherato (Rai 1, 2023) – giudice
- Dinner Club (TV8, 2024) – concorrente
- Ne vedremo delle belle (Rai 1, 2025) – giudice

## Pubblicità
- Caffè Mauro (1979)
- Peugeot-Talbot (1984)
- Parmacotto (1994-1996)
- TIM (2005-2011)
- Simmenthal (2015-2017)
- Green Network (2017)

## Videoclip
- Tutte le notti, diretto dal duo YouNuts! e con Eleonora Ivone – singolo di Tommaso Paradiso (2022)

## Discografia

### Album
- 1973 – Anch'io ho qualcosa da dire (Dischi Dischi Ricordi)
- 1979 – Amerika (RCA, PB 6289, LP)
- 1994 – Sono tre parole (EMI)
- 2017 – Merry Christian (Warner)

### Raccolte
- 2009 – Swing (Rai Trade)

### Singoli
- 1972 – Non so perché mi sto innamorando/Abitudine (Dischi Ricordi, SRL 10680, 7")
- 1973 – Mondo mio/Un uomo se ne va (Dischi Ricordi, SRL 10689, 7")
- 1975 – L'elefante non dimentica/Alcova (RCA, TPBO 1157, 7")
- 1978 – Guardando Lassie in TV/Guardando Lassie in TV (strumentale) (RCA, PB 6127, 7")
- 1978 – Il trenino/La musichetta (RCA, BB 6145, 7") - sigla del programma televisivo Il trenino
- 1979 – Amerika/Sto bruciando (RCA, PB 6289, 7")
- 1980 – Siamo in ballo balliamo/Io dio io re (RCA, PB 6437, 7") - sigla del programma televisivo Studio '80
- 1982 – Perzeché/Speranzella (Easy Records, ER 41001, 7")

## Riconoscimenti
- 1976 – David di Donatello
  - David Speciale (per Giovannino)
- 1991 – David di Donatello
  - Nomination Miglior regista esordiente (per Faccione)
- 2000 – David di Donatello
  - David Speciale insieme a Massimo Boldi
- 2007 – Gran Premio Internazionale dello Spettacolo[32]
  - Miglior attore
- 2007 – Ciak d'oro
  - Superciak d'oro[33]
- 2009 – David di Donatello
  - David Speciale per 25 anni di successo con i cinepanettoni
- 2010 – Globo d'oro[34]
  - Migliore attore protagonista (per Il figlio più piccolo)
- 2010 – Nastro d'argento
  - Migliore attore protagonista (per Il figlio più piccolo)[35]
- Premio Flaiano sezione teatro[36]
  - 2007 – Premio per l'interpretazione (per Parlami di me)
- 2016
  - Premio America della Fondazione Italia USA[37]